# Городец (Московская область)
Городе́ц — село в городском округе Коломна Московской области. До 2017 года входило в Заруденское сельское поселение Коломенского района. Население — 343 чел. (2021).

## Расположение
Село Городец расположено на правом берегу Оки примерно в 14 км к востоку от города Коломны. В 9 км западнее села проходит Новорязанское шоссе. Ближайшие населённые пункты — деревни Негомож и Пирочи.

## Население
| 2002 | 2006 | 2010 | 2021 |
| ---- | ---- | ---- | ---- |
| 242  | ↗255 | ↘247 | ↗343 |

## Достопримечательности
Известно, что первая церковь появилась в селе Городец не позднее XVI века. В 1833 году в селе на средства купца А. М. Каратаева была построена каменная церковь во имя Николая Чудотворца. В 1948 году церковь была разрушена. В 2001 году в селе в память о храме был установлен крест, существуют планы восстановления церкви.

## Улицы
В селе Городец расположены три улицы:
- ул. Лесная;
- ул. Садовая;
- ул. Центральная.